# Samir Bazzi
Samir Bazzi Bazzi (Caracas, 17 de abril de 1975) es un presentador de televisión, cantante, actor, abogado y locutor venezolano de ascendencia libanesa, conocido por ser el presentador del programa Mega Match Sensacional del canal Venevisión. También ha trabajado en emisoras de radio de Caracas. Desde 2012 tiene su propio programa llamado "La Fiesta de Samir" en la estación radial Fiesta 106.5 FM.

## Trayectoria
Samir Bazzi debutó como presentador en el programa Mega Match en el año 1997 transmitido por el canal Venevisión. En el año 2006 debuta como cantante lanzando su primer y único álbum "Un Nuevo Camino". Tras la salida del aire de Mega Match, en 2007 hasta 2009 fue presentador del programa El Gran Navegante junto con el presentador Daniel Sarcos. En el mismo año 2009 debutó como actor de la serie juvenil ¡Qué clase de amor!. En 2012 se convierte en el locutor de su propio programa radial "La Fiesta De Samir" en la emisora Fiesta 106.5 FM de lunes a viernes. En esta misma estación radial, también dirige el programa "La Fiesta De Las Estrellas Latinas", el cual se emite todos los domingos.

## Discografía
- Un Nuevo Camino (2006)

## Filmografía
Televisión
- 1997-2006: Mega Match
- 2007-2009: El Gran Navegante
- 2009: ¡Qué clase de amor! como Narciso Correa

Radio
- 2012 - presente: Fiesta 106.5 FM